# Жигайлівська волость
Жигайлівська волость — історична адміністративно-територіальна одиниця Охтирського повіту Харківської губернії із центром у селі Жигайлівка.
На 1862 рік до складу волості входили:
- слобода Печини;
- слобода Бранцівка;
- слобода Жигайлівка;
- хутір Борівський.

Станом на 1885 рік — складалася з 13 поселень, 10 сільських громад. Населення  — 5498 осіб (2679 осіб чоловічої статі та 2819 — жіночої), 1111 дворових господарств.
|                     | Площа, десятин | У тому числі орної, дес. |
| ------------------- | -------------- | ------------------------ |
| Сільських громад    | 10029          | 8284                     |
| Приватної власності | 5491           | 3429                     |
| Іншої власності     | 114            | 102                      |
| Загалом             | 15634          | 11815                    |

Основні поселення волості станом на 1885:
- Жигайлівка — колишнє власницьке село при річці Боромля за 46 верст від повітового міста, 2700 осіб, 606 дворів, православна церква, школа, поштова станція, лавки, базари по неділях.
- Бранцівка — колишнє власницьке село при річці Дернова, 4575 осіб, 192 двори, православна церква, школа.
- Ясенок — колишнє власницьке село при річці Боромля, 461 особа, 102 двори, православна церква.

Найбільші поселення волості станом на 1914 рік:
- село Жигайлівка — 5816 мешканців;
- село Бранцівка — 2468 мешканців.

Старшиною волості був Лозовий Павло Васильович, волосним писарем — Мирошніченко Яків Антонович, головою волосного суду — Телегда Федот Олексійович.